# Saison 1997-1998 du Boucau Tarnos stade
 (août 2010).
Cette page présente la saison 1997-1998 du Boucau Tarnos stade en Championnat de France de rugby à XV de 2e division.

## Récit de la saison
Le BTS, lors de la 1re phase, réalise un parcours exceptionnel. 10 victoires pour 1 seule défaite en 11 rencontres, mais surtout 9 matchs gagnés d’affilée.
L’effectif mené de mains de maître pas le duo Capdepuy-Valderrey est un savant mélange d’anciens (Sallaber, Haurieu, Errecart, Lassus), de joueur arrivés à maturité (Lourtet, Vadillo, Blanc, Lavigne, Larrouy, Navarro, Dupuy, Laforcade, José  Corréa, Lagarde et Jean-Claude Arretche) et de jeune (Serge Durquéty ou les juniors Christophe Dulaurens et Samuel Dylbaïtys) tous issus de la formation du BTS, et présents depuis toujours ou revenu dans leur club formateur après des carrières au plus haut niveau.
À cela se rajoute des joueurs matures, venant de club voisin, comme le puissant 3e ligne centre Gastigard (véritable baromètre de l’équipe) de Cambo, les buteurs Dumas et Dufrêche de Bayonne, le robuste 2e ligne de couleur Koné (de Soustons), et ces compères de la 2e ligne, l’expérimenté Lerdoux de Bayonne, Paul, Lion, Dujardin ou Destribats, les dynamiques piliers Usandisaga (de Cambo), Urrusty (d’Ustaritz) et Iriarte ou encore les frères Durritxague et le demi de mêlée Cazaurang de Bayonne.
Ce mélange permet à l’équipe, au terme de la phase aller, de se classer no 1 de France de 2e division. Ce titre de « Champion d’Automne » fait, du BTS, l’équipe à battre de la 2e phase de poule.
Mais à la suite de blessures et absences à des postes clés, la phase retour est moins bien maîtrisée, les noirs concédant un match nul et une défaite à domicile. Aussi, en 11 rencontres, les forgerons n’enregistrent que 5 victoires ce qui ne les empêchent pas de terminer 1er de leur poule et d’être un des favoris pour la montée.
En phase finale, après avoir éliminé difficilement Nogaro (13 à 6) (3e victoire de la saison en 3 matchs), les forgerons remportent le match de la montée (18 à 11) contre les basques de Mauléon en 8e. Malheureusement, ils échouent en 1/4 de finale contre les chalossais d’Hagetmau alors que beaucoup voient, dans le BTS, l’un des favoris pour une place en finale.
D’ailleurs, ce match (contre les hagetmautiens) laisse beaucoup de regrets dans le camp boucalo-tarnosien puisque même diminué par 3 titulaires absents, ils mènent 12 à 0 à la mi-temps. Mais un fait de jeu (la blessure de son maître à jouer Gastigard) plonge les noirs dans le doute, ce dont profitent les vaillants et combatifs adversaires du jour pour inscrire 2 essais et l’emporter 15 à 18.
Qu’à cela ne tienne, le BTS retrouve le plus haut niveau amateur. Objectif après lequel ils courent depuis 3 saisons.
Toujours en 1re, les noirs disputent les 1/2 finales du challenge de l'Essor où ils sont éliminés par le futur vainqueur de l’épreuve : Montréjeau.
L’équipe 2 (la fédérale B) atteint les 1/4 de finale de sa catégorie.
Enfin, le pilier Patrick Errecart, met un terme à sa carrière avec cette nouvelle montée. Pur produit du club, il n’a jamais joué sous d’autre couleur.

## Transferts
| Joueur | Poste | Destination |

| Joueur                | Poste             | Destination |
| Amidou Koné           | 2e ligne          | Soustons    |
| Christophe Gastigard  | 3e ligne centre   | Cambo       |
| Jean-Marie Usandisaga | pilier            | Cambo       |
| Didier Sallaber       | arrière ou ailier | Lyon OU     |

## La saison de la1re[1]
Le BTS, qui entame sa 3e saison d'affilée en 2e Division est dans une poule constituée de : Villeuneuve de Marsan, Salles, Soustons, Vic en Bigorre, Pontacq, Nérac, Linxe, Mauléon, Nogaro, Pont-Long & Mouguerre.
| Adversaires          | Résultats Domicile | Résultats Extérieur |
| Villeneuve de Marsan | Gagné 20 à 9       | Perdu 41 à 6        |
| Salles               | Perdu 6 à 8        | Gagné 11 à 36       |
| Soustons             | Gagné 15 à 7       | Gagné 6 à 20        |
| Vic en Bigorre       | Gagné 16 à 11      | Perdu 29 à 15       |
| Pontacq              | 'Gagné 62 à 6      | Gagné 10 à 36       |
| Nérac                | Gagné 60 à 3       | Gagné 20 à 27       |
| Linxe                | Gagné 31 à 18      | Gagné 6 à 39        |
| Mauléon              | Match nul 7 à 7    | Perdu 23 à 19       |
| Nogaro               | Gagné 37 à 20      | Gagné 19 à 22       |
| Pont-Long            | Gagné 15 à 12      | Perdu 17 à 6        |
| Mouguerre            | Gagné 12 à 6       | Perdu 29 à 10       |

### La phase aller
Après une victoire lors de la 1re journée face à Villeneuve de Marsan (20 à 9) puis une défaite de justesse à Mauléon (23 à 19) le BTS reçoit pour la 3e journée l’équipe de Pontacq. Tous les supporters des noirs ont encore en mémoire, cette saison 1992-93, où les béarnais avaient utilisé la violence pour vaincre, à domicile, des boucalo-tarnosiens conquérant. Ce triste épisode (voir le résumé de cette saison) occasionna, malgré le temps, une animosité entre les 2 clubs. Aussi, les rencontres face à Pontacq a un parfum particulier.
En ce dimanche 5 octobre 1997, c’est donc motivé plus que d’habitude, que les noirs reçoivent cet adversaire du jour. Le résultat est à la hauteur de l’envie et du sérieux de l’équipe. 8 essais (6 des lignes arrière et 2 des avants) scellent une partie parfaitement maîtrisée où l’équipe fait preuve de sérieux et de dynamisme. Le score fleuve (62 à 6) témoigne de la volonté de la bande à Capdepuy-Valderrey de produire du jeu.
Avec 3 essais en 1re mi-temps (pour un score de 27 à 6), les noirs font déjà fait une partie du « travail ». Mais le 2e acte voit les visiteurs, déborder, rendre « les armes ». 5 essais et un 35 à 0 scellent une rencontre qui a ravi les supporters présents.
Les Lourtet, Blanc, Errecart, Vadillo et Jean-claude Arretche, survivants du groupe qui affronta les Pontacquais en 1993, ont ainsi remis (en quelque sorte) les pendules à l’heure.
Sur la lancée, les noirs ne font qu’une bouché des Landais de Linxe (nouveau promus à ce niveau après de nombreuses saisons en 3e division) chez eux. (39 à 6), 5 essais à 0 au terme d’un match également maîtrisé où la mêlée des forgerons met au supplice son adversaire. 24 à 6 à la mi-temps, les jeux étaient déjà fait. Les 2 derniers essais dans les arrêts de jeux ne servent qu’à donner une ampleur inégalée au score. Avec 17 points, l’ouvreur Dumas, est le grand artisan de cette belle victoire qui permet aux noirs de pointer à la 2e place de la poule (en compagnie de Soustons et Mouguerre), à 2 longueurs du 1er Pont-Long invaincu.
Aussi, en ce début de saison, rien ne semble résister au BTS.
Nérac, qui se déplace à Tarnos est « châtié » à son tour : (60 à 3), 9 essais dont 3 de Gastigard mais aussi 15 points au pied du buteur Dumas.
Si la 1re mi-temps laisse les supporters locaux sur leur faim (21 à 3) la 2e ravit le public présent avec un 39 à 0 en 40 minutes. Emmené par un Gastigard omniprésent, que rien ne semble pouvoir arrêter en ce dimanche, toute l’équipe se met au diapason de son 3e ligne centre d’une puissance exceptionnelle. Ainsi, dans le sillage de ses charges dévastatrices, le pack enclenche des marches en avant qui offrent des boulevards aux lignes arrières qui s’y engouffrent pour aller déposer 6 fois le ballon dans l’en-but adverse (dont 2 fois par le revenant Sallaber).
Cette 3e victoire de suite, permet au BTS de rejoindre Pont-Long à la 1re place (en compagnie de Soustons) et de prendre 2 points d’avances sur 4 équipes (Nogaro, Mauléon, Mouguerre et Vic-Bigorre)
Pour la 6e journée, les noirs, en position de leaders, se déplacent chez les redoutables Girondins de Salles. Et c’est en leader qu’ils vont se comporter. Plus dynamiques et plus réalistes, ils profitent des erreurs de leur adversaire du jour pour inscrire 2 essais offerts par les locaux puis un 3e par Gastigard (meilleur joueur sur le terrain par ses actions et avancées tranchantes). L’ouvreur Dumas rajoute 21 points au pied pour enchaîner une 4e victoire de rang.
Ainsi, en 4 rencontres (dont 2 à l’extérieur), les boucalo-tarnosiens marquent 197 points (24 essais marqués) ne laissant que 26 points à ses adversaires et n’encaissant qu’1 seul essai.
Mieux, avec Pont-Long, qu’ils reçoivent la prochaine journée, ils sont 1er avec 2 points d’avances sur 3 équipes (Mouguerre, Nogaro et Soustons).
Aussi, pour la 7e journée, c’est donc un duel au sommet entre les 2 premiers, qui se déroule à Tarnos.
Les noirs affrontent les béarnais de Pont-Long, dans une rencontre qui couronnera LE leader de la poule.
Plus vite en action les visiteurs profitent de toutes les pénalités qui leur sont offertes pour mener à la mi-temps (5 à 12), les locaux inscrivant le seul essai à la suite d'une action de classe de leur ailier Navarro au terme d’une attaque plein champ.
Recadré à la pause par leurs entraîneurs, les noirs entament « tambour battant » le 2e acte. D’abord Gastigard marque son 5e en 3 matchs en perforant la défense adverse, puis, 17 minutes plus tard, Dumas passe les 3 points de la victoire (15 à 12).
La fin du match récompense, la maîtrise d’une équipe locale qui se met au diapason de l’intelligence de jeu, de l’expérience, de la présence et de la maîtrise de son capitaine et pilier « pattiock » Errecart pour une 5e victoire de suite.
Les noirs, nouveau leader sans partage, relèguent leur adversaire du jour à 2 points.
Mais une nouvelle épreuve les attend avec le déplacement chez le 3e : l’étonnante équipe de Nogaro, qui elle aussi se trouve à 2 points et ne compte que 2 défaites en 7 rencontres. Le vainqueur du jour confortera sa 1re place (le BTS) ou deviendra  1er (Nogaro).
Dans ce choc, ce sont les noirs qui commencent le mieux. Une pénalité de Dumas et le 6e essais de la saison de Gastigard donnent une avance de 8 points dans le premier quart d’heure (0 à 8). Mais Nogaro ne lâche rien et la pause est sifflée sur le score de (9 à 11).
Dès l’entame du 2e acte, le chassé-croisé continue. Par 2 fois Nogaro égalise (14 à 14) puis (19 à 19) mais les ultimes minutes l’ouvreur du BTS, Dufrêche, réussir un drop de 50 mètres qui scelle la rencontre et crucifie des locaux dominateurs mais stériles aux pieds : 19 à 22, score final.
Les forgerons enchaînent une 6e victoire de suite (en huit rencontres) et confortent leur 1re place avec 3 points d’avances sur Pont-Long (qui a concédé un match nul chez lui face à Villeneuve de Marsan) et 4 points d’avance sur son adversaire du jour et Vic-en Bigorre.
C’est d’ailleurs cette équipe que les forgerons reçoivent, pour la 9e journée.
Sur un terrain gorgé d’eau (ce qui nivelle les valeurs) les noirs vont avoir toutes les peines du monde pour se défaire d’un adversaire accrocheur et sans complexe, surtout qu’en ce dimanche Sallaber, Lourtet, le puissant 3e ligne centre Gastigard et l’énergique pilier Ussandisaga sont absents.
Dès le début, les locaux enchainent et mettent à la fautes les bigourdans. Grâce à une pénalité de Dufrêche et à un essai du pack (par Haurieu) les noirs mènent (10 à 0) au bout de 20 minutes.
Mais en 5 minutes les vicquois marquent 1 essai et un drop pour un score de (10 à 8) à la mi-temps.
Le 2e acte voit les avants du BTS mettre leur adversaire à la faute. 3 pénalités meubleront le tableau d’affichage. 2 pour les locaux, une pour les visiteurs dans les dernières minutes pour un résultat final de (16 à 11).
Les forgerons enchaînent une 7e victoire de suite et prennent 5 points d’avance sur 4 équipes (Mauléon, Pont-Long, Mouguerre) et le nouveau 2e Villeneuve de Marsan.
La 10e journée offre le 1er derby de la saison, chez les landais de Soustons.
Opportunistes et profitant des échecs des buteurs locaux, les noirs enregistrent une nouvelle victoire (6 à 20) en inscrivant 2 essais à 0.
Ce 9e match gagné en 10 rencontres (le 8e d’affilée) permet aux boucalo-tarnosiens de maintenir leur écart de 5 points avec les 2e Villeneuve de Marsan, Pont-Long et Mouguerre, que le BTS va recevoir pour la dernière journée de la phase aller dans son mythique Stade Piquessary.
Devant 2 000 personnes, les forgerons, sur le terrain de leurs exploits d’antan, vont avoir toutes les peines du monde à se défaire d’un adversaire accrocheur et passé maître dans l’art de brouiller les cartes.
Dumas et sa réussite au pied, se nourrit de l’indiscipline des visiteurs pour inscrire 4 pénalités et permettre à son équipe de se sortir du piège tendu en ce samedi après-midi, puisqu’à la mi-temps le score n’est que de 3 à 3 et qu’à 10 minutes de la fin, il est de 6 partout. Mouguerre mène même à l’heure de jeu 3 à 6. Mais un sursaut des locaux dans les 20 dernières minutes leur permet de mettre à la faute un adversaire impitoyablement sanctionné par l’arbitre par 4 exclusions temporaires (2 cartons blancs et 2 jaunes) transformés en 9 points pour un score final de 12 à 6.
Avec cette nouvelle victoire (la 10e en 11 jours et la 9e d’affilée) le Boucau-Tarnos Stade est « sacré » champion d’automne de 2e division. Titre honorifique récompensant le club classé numéro 1 de son championnat grâce à un « goal avérage » supérieur à celui de Sarlat.
Au niveau de sa poule, le BTS conserve 5 points d’avance sur le 2e Villeneuve de Marsan, 6 points sur le 3e Nogaro et 7 points d’avance sur 3 équipes (Mauléon, Mouguerre et Pont-Long).

### La phase retour
La phase retour voit les noirs se déplacer chez son dauphin et banlieusard de Mont de Marsan : Villeneuve. Cette équipe en forme reste sur 8 matchs invaincus (7 victoires et 1 nul).
1 mois après la dernière victoire à « Pique », les noirs sont méconnaissables. Pire, ils encaissent une véritable déroute 41 à 6 (5 essais à 0) face à de puissant et virevoltants Landais. Pourtant, à la pose rien n’est fait (6 à 6) mais en 40 minutes les boucalo-tarnosiens vont perdre pied, et encaisser un 35 à 0 et 5 essais (dont 4 en 20 minutes).
Cette large défaite ne modifie pas le classement, mais permet aux vainqueurs de revenir à 3 points de son adversaire du jour.
Pour la réception du 3e Mauléon (qui est à 5 points du BTS), les supporters locaux espèrent une réaction d’orgueil de ses favoris.
Face à d’accrocheur basque, les locaux mettent longtemps (70 minutes) pour trouver la faille dans une défense parfaitement organisée. Jusque-là le score vierge (0 à 0), ne permet à personne de prendre l’avantage. Le buteur Mauléonais est incapable de convertir les nombreuses pénalités qui lui sont offertes et les noirs ne profitent pas de leurs sporadiques temps fort pour les convertir au tableau d’affichage.
Aussi, il faut attendre les 10 dernières minutes, pour qu’enfin, la rencontre prenne une autre envergure. D'abord le pack local (grâce à la rentrée de Gastigard) reprend sa marche en avant pour secouer (enfin) son adversaire. À la suite d'un pressing défensif sur une mêlée, Denis Lourtet aplatit un ballon mal négocié par l’arrière de Mauléon. La transformation de Dumas permet aux noirs de mener 7 à 0.
Et alors qu’on s’achemine vers une victoire des forgerons, un stupide geste réflexe d’un avant du BTS dans ses 22 mètres (alors que la pénalité et pour son équipe) donne au visiteur une occasion de scorer.
Le pack basque se rue vers l’en-but local et après quelques percussions, mal contenues pas des boucalo-tarnosiens sur le « reculoir », marque au pied des poteaux un essai transformé qui offre le partage des points (7 à 7).
Toujours 1er, malgré ce 1er « accroc » à domicile, le BTS n’a plus que 2 points d’avance sur le 2e Villeuneuve de Marsan (qui a décroché son 10e match d’affilée non perdu) et 5 points d’avance sur Mauléon et Nogaro.
Il ne fait aucun doute que le BTS a très mal digérer la trêve hivernale. Apathique, sans rythme, en manque de fraîcheur, les forgerons cherchent leur second soufflent et n’ont rien à voir avec l’équipe dominatrice et sûr de sa force de la 1re phase.
À sa décharge, le métronome de l’équipe (celui qui impulse les avancées de l’équipe) Gastigard revient de blessure. Aussi amoindri, il n’a pas le même rendement que lors des 11 premières rencontres. Ceci pouvant expliquer les résultats actuels d’un groupe qui est à la recherche de son second souffle.
La 14e journée, voit les noirs affronter la lanterne rouge, Pontacq, sur ses terres. En ce 25 janvier 1998, c’est sur un terrain très gras et par un temps glacial (où pluie et neige se mêlent) que les forgerons reviennent sur un terrain, où, 5 ans auparavant, ils avaient été agressés par une équipe qui (à l’époque) était passée dans l’art de provoquer, d’intimider et de mettre des coups. Aussi, c’est « avec quelques craintes » (dixit le président Crespo) que le BTS se déplace en terrain « hostile ».
Heureusement, il n’y eut aucune bagarre ou agression en ce dimanche. Ainsi, si les locaux rentrent le mieux dans la rencontre par une pénalité, ce sont les forgerons qui inscrivent 2 essais dans les 20 premières minutes par Gastigard et un de ses ailiers, Navarro (3 à 12).
Mais 2 minutes après la 2e réalisation des boucalo-tarnosien, Pontacq bénéficie d’un essai de pénalité (10 à 12). La mi-temps sifflée sur ce score, fait craindre le pire aux supporters du BTS. Heureusement, en remettant de l’ordre dans son jeu et en prenant l’initiative de celui-ci, les noirs (plus dynamique) inscrivent 4 nouveaux essais (dont 3 par ses lignes arrières) pour l’emporter sans aucune contestation : 10 à 39.
Cette 1re victoire de la phase retour permet aux noirs de reprendre 3 points d’avantage sur le 2e Villeneuve de Marsan, tenu en échec à Mauléon (21 à 21) et 6 points d’avance sur ces derniers.
La venue de Linxe, permet au BTS (réduit à 14 en début de 2e mi-temps) d’enregistrer une 2e victoire de suite (31 à 18) en inscrivant 3 essais contre 6 pénalités pour des visiteurs provocateurs, arrogants et chambreurs. Dumas, avec 16 points est le grand artisan de cette victoire.
Le déplacement chez l’avant-dernier Nérac, doit être une formalité au vu du classement. Mais, l’absence de plusieurs titulaires blessés fait planer un doute sur les réelles possibilités d’un groupe amoindri. Aussi, c’est avec quelques craintes que le BTS se déplace, surtout que son adversaire du jour (en mauvaise posture) ne peut plus se permettre de perdre à domicile, au risque de descendre à l’étage inférieur.
Faisant le dos rond face à la pression locale, les noirs se multiplient aux 4 coins du terrain et stoppent toutes les velléités adverses grâce à son organisation défensive et sa solidarité qui fait merveille. Aussi, le pack de Nérac, malgré une énorme partie, n’arrive pas à prendre le dessus sur des forgerons bien en place et parfois rugueux qui prennent rapidement le large en menant (3 à 13) à la demi-heure de jeu.
La partie va connaître un 1er tournant quand en 4 minutes, le BTS marque 2 essais par les ailiers Paul puis Navarro juste avant l’heure de jeu.
Ainsi de 3 à 13, le score passe à 3 à 27, et tous les spectateurs présents se disent que « la messe est dite »
Mais un autre tournant va voir les noirs sanctionnés d’un carton blanc. En supériorité numérique, les locaux déchainés inscrivent 2 essais (14 points) en 10 minutes. Aussi, revenu à 20 à 27, tout semble permis pour des Néracois « ressuscités ». Les 5 dernières minutes, voient les forgerons défendre leurs sept points d’avance afin de ne pas, dans les derniers instants, concéder un match nul. Dans ces « chaudes » dernières minutes, le junior Dylbaïtys stoppe une action d’essai des locaux, en faisant tomber le ballon d’un adversaire qui partait à l’essai grâce à un plaquage dévastateur.
Cette 3e victoire de suite, permet au BTS de reprendre sa marche en avant et de maintenir son avance de 5 points sur le 2e Villeneuve-de-Marsan, mais aussi 6 points d’avance sur le 3e Mauléon, voir 10 points d’avance sur le 5e Pont-Long.
Mais surtout cette victoire « est une grande satisfaction » pour les entraineurs Capdupuy et Valderrey, « qui craignaient ce déplacement à cause de beaucoup d’absents » conscient « qu’ils ne pourront continuer longtemps à puiser dans les rangs de la Fédérale B (équipe 2), ce qui risque à terme de créer un déséquilibre » pour des réservistes encore en course pour les phases finales de sa compétition. Ainsi s’exprime, Capdepuy, qui, dans la presse locale, se projette vers les futures rencontres en expliquant qu’ « il se peut que nous ayons une fin de parcours difficile à gérer car nous avons les matchs les plus durs à venir. Les points d’avances que nous avons au classement nous seront très précieux et nous essaierons avant tout de limiter la casse avec pour objectif prioritaire les victoires à domiciles ».
La « prédiction » de l’entraineur des avants de la 1re va se vérifier, puisque le BTS va enchaîner 4 défaites lors des six derniers matchs et voir Maulèon, 3e à 6 points, fondre sur lui en enchaînant huit victoires de suite dont cinq lors des six dernières rencontres. Et comme il l’avait prédit les points acquis d’avance par les Boucalo-tarnosiens vont s’avérer décisif au moment du décompte final.
Mais avant cela, les forgerons reçoivent, lors de la 17e journée, les Girondins de Salles qu’ils avaient largement battus chez eux. Or, pour n’avoir pas su s’adapter aux conditions climatiques, ni à un adversaire qui joue crânement sa chance, les noirs laissent échapper un match largement à sa portée au terme d’une partie que Capdepuy qualifia de « mauvaise ».
Venus sans trop de détermination, les Sallois profitent d’un manque flagrant d’agressivité des locaux pour empocher 3 points précieux. Ainsi, pour ne pas avoir emballé la rencontre, pris le jeu à son compte et manqué de réussite au pied, les noirs chutent pour la 1re fois à domicile (6 à 8).
Cette défaite permet au 2e, Villeneuve-de-Marsan, de revenir à 3 points et au 3e, Mauléon, à 4 points.
En championnat, lors de la 18e journée, le BTS chute logiquement à Pont-Long (qui est rentré dans le rang au classement). Pour ne pas avoir pu maitriser l’entame de match, et jouer contre un vent violent, les forgerons encaissent 17 points (dont 2 essais) en 23 minutes. Le 2e acte voit les noirs faire en vain le siège de la ligne d’en-but adverse, mais la défense locale veille au grain et conserve l’avantage acquis en début de match pour un score final de 17 à 6.
Cette 2e défaite de rang, voit le nouveau second, Mauléon, revenir à 2 points.
La réception du 4e Nogaro, lors de la 19e journée, est présentée dans la presse locale comme « un tournant de la saison », par le staff boucalo-tarnosien, surtout que Mauléon, semble en cette fin de saison inarrêtable.
Mais en prenant le match par le bon bout, les forgerons vont rassurer son fidèle public en inscrivant 2 essais lors des 5 premières minutes de jeu puis une pénalité pour porter le score à 17 à 0 au bout de 10 minute de jeu. Continuant sur leur lancée, les noirs vont faire passer le score à 30 à 0 en 15 minutes. 4 essais à 0 « la messe est dites ». Il faut dire que les avants locaux, grâce à une entame tonitruante, où ils emportent leurs adversaires sur chaque avancée, mettent l’équipe dans le sens de la marche en marquant 3 des 4 premiers essais.
L’adversaire, KO, ne doit qu’à un relâchement des locaux de revenir au score et de ne terminer qu’à 17 longueurs des forgerons. Score final (37 à 20).
Le public présent ayant assisté à 57 points et 8 essais inscrits savoure cette « débauche de rugby » mais surtout le fait d’avoir retrouvé l’équipe conquérante du début de saison autour de son fer de lance Gastigard bien soutenu par l’expérimentée 2e ligne Lerdoux-Koné.
Toujours 1er, le BTS maintien Mauléon à 2 points et Villeuneuve de Marsan à 3 pts.
Aussi, c’est avec un moral d’acier que les noirs se déplacent à Vic en Bigorre. Hélas, face à un adversaire jamais facile à affronter sur ses terres, les noirs subissent une défaite due à une infériorité numérique et à la réussite au pied des locaux (3 pénalités, 2 transformations et 2 drops soit 19 points sur 29 inscrits).
Ayant pourtant envoyé du jeu (3 essais inscrits dont 1 dès l’entame du match), les forgerons doivent baisser pavillon face à un adversaire qui ne pointe que 2 fois en-but.
Cette défaite permet à Mauléon de rejoindre les noirs en tête de la poule, le BTS ne conservant sa 1re place que grâce à un nombre de semaines de suspension bien inférieur (5 contre 14).
La venue de Soustons, pour la traditionnel « Roméria » à Piquessary doit permettre au BTS de faire un pas de plus pour la qualification et d’emmagasiner de la confiance pour la suite de la compétition.
Devant un public nombreux et sous un soleil radieux, tout semble réuni pour une fête du rugby. Hélas, les Landais qui luttent pour le maintien vont gâcher la fête. Pourrissant la rencontre pour éviter d’abord la défaite, puis une correction, ils utilisent tous l’arsenal des coups défendus (fourchettes et brutalités en tout genre) devant un arbitre très laxiste. Aussi, c’est dans une ambiance détestable que la partie se déroule, aboutissant à 2 expulsions définitives (1 de chaque côté) dont le 2e ligne Dujardin « coupable » d’avoir voulu se faire justice sur son agresseur.
Les 2 essais boucalo-tarnosiens sont anecdotiques, comme les 15 points marqué en 1re mi-temps, ce qui permet aux noirs de mener à la pause 15 à 0 ou encore l’essai visiteur inscrit dans les arrêts de jeu pour un score final de 15 à 7. En ce samedi, il n’y eut aucun vainqueur mais un seul perdant : le rugby.
Cette victoire fait pourtant le bonheur des locaux qui sont (avec Mauléon) mathématiquement qualifiés directement pour les 16e de finale en maintenant Villeneuve-de-Marsan à 3 points.
Aussi, le dernier match de poule, chez le voisin Mouguertars, n’a de valeur que pour les locaux qui se doivent de l’emporter s’ils veulent conserver une chance de rester dans cette division.
Face à un adversaire surmotivé, les noirs entretiennent l’espoir en n’étant mené que d’un point à la pause (11 à 10). Dans une rencontre haletante, où chaque équipe se rend coup pour coup, le public nombreux (plus de 1000 personnes) prend beaucoup de plaisir à voir évoluer les 30 acteurs. Le 2e acte voit les locaux se détacher irrésistiblement pour inscrire 18 points dont 2 essais, les noirs restant muet au tableau d’affichage. Score final 29 à 10. Cette victoire ne sauve pas les Mouguertars qui doivent passer par un match de barrage. Concernant les Boucalo-tarnosiens, cette défaite ne remet pas en cause leur 1re place grâce à 2 semaines de suspensions de moins que Mauléon (14 contre 12) battu ce dimanche-là à Vic en Bigorre.
Par contre, les anciens du club « pleurent » l’ancien 3e ligne Manolo Perez, figure emblématique du Boucau-Stade des années 1950/60 (avec qui il fut champion de France de 3e division en 1950), disparu dans la semaine. L’émouvante minute de silence observée à Mouguerre, avant le match, à sa mémoire, rappela combien le « gardien » de Piquessary comptait dans la mémoire de la cité des Forges.

### Les phases finales
Pour les phases finales, les noirs affrontent en 16e Nogaro vainqueur en match de barrage de Niort (22 à 14) à Mourenx. Vainqueur 2 fois en match de poule, le BTS est favori des pronostics surtout grâce à son match retour encore dans toutes les mémoires, où il surclassa l’adversaire du jour dans tous les compartiments du jeu en 1re mi-temps.
Mais un match éliminatoire n’a rien à voir avec une rencontre de phase qualificative.
Nogaro, soutenu par un public nombreux et bruyant, va s’évertuer à rappeler cette dure réalité à des forgerons sur leurs gardes. Prenant le match à leur compte, les Gersois font souffrir le pack boucalo-tarnosien mis sur le reculoir. C’est d’ailleurs eux qui ouvrent le score par une pénalité de leur buteur à la 10e minute (0 à 3). Les noirs réagissent par leurs lignes arrière, et à la suite d'une contre-attaque fulgurante de l’ailier Larrouy, le dernier joueur servi ne maîtrise pas le ballon alors que l’essai semble imparable.
(0 à 3) à la mi-temps, rien n’est fait. Entamant la 2e mi-temps comme la 1re, Nogaro monopolise le ballon et inscrit une nouvelle pénalité par son buteur à la 50e (0 à 6).
S’appuyant sur sa mêlée, les noirs refont surface dans le jeu et, 3 minutes plus tard, Dumas convertit une pénalité pour une faute sur un départ de Gastigard (3 à 6).
C’est au tour de la touche du BTS de retrouver des couleurs et d’obtenir des munitions. 4 minutes après sa 1re pénalité, Dumas récidive et met les équipes à égalité. Le pack lourd de Nogaro commence à souffrir de la chaleur caniculaire, au contraire des noirs qui retrouvent des couleurs et du dynamisme.
Et alors que les Gersois accentuent encore plus leur pression, l’ailier Larouy intercepte une passe et s’en va, après 80 mètres de courses, inscrire l’essai de la victoire, transformé du bord de touche. Ce coup du sort n’assomme pas les joueurs de Nogaro qui donnent tout ce qu’ils ont pour revenir au score, surtout que le BTS joue pendant 10 minutes en infériorité numérique. Mais grâce à sa vaillance, sa défense hermétique, sa solidarité et son courage, les noirs ne lâchent rien sur le terrain et gagnent le droit de disputer le match de la montée contre les Basques de Mauléon vainqueur des banlieusards de Brive : Malemort (25 à 17).
C’est à Peyrehorade, que se dispute la belle entre les deux 1er de la poule 8. Le BTS battu à Mauléon et, ayant concédé le match nul à Tarnos lors du match retour, n’a pas les faveurs des pronostics, surtout après son match contre Nogaro où il s’est, de justesse, sorti du piège gersois.
Mais les noirs ne sont jamais aussi redoutables qu’en position d’outsiders. C’est devant un public record (plus de 4 000 personnes) à majorité souletine que les 2 équipes s’affrontent pour une place en 1re division Groupe B.
Pour cette rencontre, les entraîneurs ont constitué un pack de fer avec l’incorporation du junior Christophe Dulaurens en 3e ligne aile, la présence de son perforateur de défense Gastigard en 8, une solide et aguerrie 2e ligne (Koné-Lerdou) et une 1re ligne de combat : Urusty-José Corréa-Usandisaga. Derrière, les expérimentés Lourtet-Arretche (survivant du groupe finaliste de 2e division en 1994) forment une paire de centres complémentaires. Les ailiers Larrouy-Lavigne ont des jambes de feu, comme l’arrière Serge Durquéty. Et pour commander le tout, la charnière Dumas-Cazaurang offre toutes les garanties pour orienter le jeu.
Le début de match est à l’avantage des Mauléonais qui multiplient les temps de jeu et les enchainements avant-3/4. Les noirs par leur pack ne s’en laissent pas conter. Aussi jusqu’à la 40e, un chassé-croisé entre les buteurs des 2 camps meuble le score (6 à 6)
Mais dans les arrêts de jeu, les Boucalo-tarnosiens en supériorité numérique, négocient mal une touche à 5 mètres de son en-but et encaissent un essai évitable qui offre un avantage à des basques qui n’en attendaient pas tant (9 à 11).
Transcendé par cet essai « gag », les Souletains attaquent « pied au plancher » le 2e acte. Les attaques des « rouges et blancs » font passer des frissons parmi les supporters boucalo-tarnosiens. Mais très vite l’équipe se reprend, et comme souvent c’est Gastigard qui sonne la charge et remet son équipe dans le droit chemin. Sur une de ses avancées dévastatrices, Dumas passe un drop qui permet au BTS de repasser devant (12 à 11) à la 52e. Puis à la 66e, l’arrière mauléonais tergiverse sur un dégagement de l’inévitable Dumas et garde le ballon au sol. L’ouvreur du BTS passe sa 4e pénalité et donne de l’air à son équipe (15 à 11). Enfin, à la suite d'une balle captée en touche à deux mains par Dulaurens (impérial dans l’alignement ce dimanche), Jean-Claude Arretche passe un drop dans les dernières minutes. (18 à 11) score final, le BTS retrouve une division quittée il y a 3 saisons, le duo Capdepuy-Valderrey a parfaitement réussi la mission qui lui a été confiée par les dirigeants du club.
C’est donc à Tyrosse, que les noirs (diminués par l’absence de 3 pièces maîtresses) affrontent, pour une place dans le dernier carré, Hagetmau qui a disposé en barrage de Carcassonne (30 à 8), en 16e de Moissac (19 à 17) et en 8e (26 à 23) de la redoutable équipe de Montréjeau, qui vient de remporter le Challenge de l'Essor.
Aussi, les forgerons ne font aucun excès de confiance et se méfient de ces Hagetmautiens toujours solides et accrocheurs.
Pourtant tout commence bien pour les noirs, qui dans le sillage d’un Gastigard des grands jours, prennent le match en main. Profitant du vent, ils permettent à Dumas d’enquiller les pénalités sanctionnant les fautes hagetmautiennes. Ainsi, à la mi-temps, c’est avec 12 points d’avance que les forgeronss rejoignent les vestiaires. Et encore, dominés en mêlée et chahutés dans le jeu, les Chalossais peuvent s’estimer heureux de ne pas avoir plus de points de retards comme lorsque l’ailier Larrouy n’est stoppé qu’à 5 mètres de l’en-but adverse à la suite d'une attaque des « noirs et blancs ».
Mais un fait de jeu va gripper la belle machine boucalo-tarnosienne. Juste avant la pause, à la suite d'un regroupement « chahuté », Gastigard ne se relève pas, blessé au genou. Dumas passe la pénalité sanctionnant la faute sur le 3el igne centre du BTS (12 à 0)… Mais le mal est fait. Privé, pour le 2e acte, de son perforateur et jouant face au vent, les noirs vont petit à petit perdre de leur superbe et voir Hagetmau refaire surface dans combat puis dans le jeu.
À la 47e, c’est l’arrière Ducamp qui profite du travail de sa mêlée pour pointer le 1er essai de son équipe (12 à 5). 6 minutes plus tard, le buteur Landais passe une première pénalité (12 à 8). Dumas transforme sa 5e pénalité ce qui redonne de l’air au BTS (15 à 8 à la 55e), mais en 5 minutes, autour de l’heure de jeu, le match va changer d’âme.
D’abord à la 64e, le talonneur Dubroca profite d’une nouvelle mêlée conquérante pour aplatir un 2e essai qui, transformé, met les 2 équipe à égalité (15 à 15). Enfin à 10 minutes de la fin, une brutalité d’un noir, signalée par le juge de touche, voit le buteur « rouge et bleu » ne pas trembler pour emmener son équipe en demi-finale (15 à 18). Les noirs vont alors se jeter dans un baroud d’honneur aussi désordonné que vain. Orphelins des Gastigard, Lourtet, Cazaurang et Lerdou, le BTS, trop diminué, n’a plus les forces nécessaires pour forcer « le verrou » hagetmautiens.
Chaque supporter à conscience que sans ces 4 joueurs, affronter Sarlat en demi-finale, relevait de « la mission impossible ».
Mais au vu de la 1re mi-temps, et surtout de la sortie prématurée de Gastigard (à la suite d'une brutalité adverse), cette élimination laisse un goût amer chez les supporters boucalo-tarnosiens. La question de savoir si la présence du puissant 3e ligne centre aurait changé le résultat de ce 1/4 de finale trotte dans les esprits de beaucoup.
Mais l’essentiel est là. En retrouvant l’étage supérieur, les noirs réussissent dans la quête qu’ils s’étaient fixés depuis 3 ans. Reste à ne pas faire, comme la dernière fois, un simple aller/retour en évitant de redescendre.
Le devoir accompli, Patrick (« pattiock ») Errecart, peut mettre un terme à sa carrière, lui qui a tout connu avec son club formateur.
Le haut (une 1/2 (ou 1/4) finale de cadets en 1978, un titre de champion de France de nationale B en 1982, un 16e de finale de 1re division en 1985 et 1 challenge de l’espérance en 1984 et une finale de 2e division en 1994) mais aussi quelques bas (2 relégations en 2e division en 1990 et 1995).
Un des grands serviteurs du BS/BTS s’en va, et avec lui, c’est une dernière page des périodes fastes des forgerons qui se tourne.

## Meilleurs marqueurs de points et d'essais
| classement | Joueur | Points |
| 1          | Sylvain Dumas | 194    |
| 2          | Christophe Gastigard | 50     |
| 3          | Eric Larrouy | 40     |
| 4          | Denis Lourtet | 39     |
| 5          | Frédéric Navarro | 30     |
| 6          | Jean-Claude Arretche | 29     |
| 7          | Dufrêche | 25     |
| 8          | Loïc Lavigne | 20     |
| 9          | Jean-Claude Cazaurang & Serge Durquéty | 15     |
| 11         | Didier Sallaber & Paul | 10     |
| 13         | Amidou Koné, Patrick Haurieu, Christophe Blanc, Régis Bourgeois, Philippe Lassus, Cyril Laurent Arregay, Rémy Dujardin, Thierry Lagarde,Laforcade, Dupouy & Aguer | 5      |

| classement | Joueur | Essais |
| 1          | Christophe Gastigard | 10     |
| 2          | Eric Larrouy | 8      |
| 3          | Frédéric Navarro | 6      |
| 4          | Loïc Lavigne | 4      |
| 5          | Jean-Claude Cazaurang, Serge Durquéty, Jean-Claude Arretche & Paul                                                                                             | 3      |
| 9          | Amidou Koné et Didier Sallaber | 2      |
| 11         | Denis Lourtet, Christophe Blanc, Patrick Haurieu, Régis Bourgeois, Philippe Lassus, Rémy Dujardin, Thierry Lagarde, Laurent Arregay, Laforcade, Dupouy & Aguer | 1      |

## Effectif
| Rang | Nom                    | Poste                   | parcours                   |
| 1    | Sébastien Roques       | Pilier                  | formé au club              |
| 2    | Fabrice Vadillo        | Pilier                  | formé au club              |
| 3    | Jean-Marie Usandissaga | Pilier                  | Cambo                      |
| 4    | Patrick Errecart       | Pilier                  | formé au club              |
| 5    | Dominique Iriarte      | Pilier                  |                            |
| 6    | Laurent Urrusty        | Pilier                  | Ustaritz                   |
| 7    | Jean-Paul Destribats   | Pilier ou 2e ligne      |                            |
| 8    | José Corréa            | Talonneur               | formé au club              |
| 9    | Patrick Haurieu        | Talonneur               | formé au club puis Bayonne |
| 10   | Thierry Lagarde        | Talonneur ou pilier     | formé au club              |
| 11   | Thierry Lerdou         | 2e ligne                | Bayonne                    |
| 12   | Rémy Dujardin          | 2e ligne                |                            |
| 13   | Aguer                  | 2e ligne                |                            |
| 14   | Amidou Koné            | 2e ligne                | Soustons                   |
| 15   | David Domingo          | 2e ligne                | formé au club              |
| 16   | Michel Lion            | 2e ligne                |                            |
| 17   | Didier Durritçague     | 3e ligne aile           | Bayonne                    |
| 18   | Christophe Gastigard   | 3e ligne centre         | Cambo, Biarritz, Cambo     |
| 19   | Laforcade              | 3e ligne                | formé au club              |
| 20   | Christophe Dulaurens   | 3e ligne aile ou centre | formé au club              |
| 21   | Samuel Dylbaïtys       | 3e ligne                | formé au club              |
| 22   | Laurent Aregay         | 3e ligne                |                            |
| 23   | Dupuy                  | 3e ligne aile           | formé au club              |
| 24   | Christophe Blanc       | 3e ligne                | formé au club              |

| Rang | Nom                       | Poste              | parcours                                   |
| 25   | Lasplacette               | 3e ligne centre    | formé au club                              |
| 26   | Régis Bourgeois           | 3e ligne ou ailier | formé au club                              |
| 27   | Foncillas                 | Demi de mêlée      | formé au club                              |
| 28   | Philippe Lassus           | Demi de mêlée      | formé au club                              |
| 29   | Jean-Claude Cazaurang     | Demi de mêlée      | Bayonne                                    |
| 30   | Sylvain Dumas             | Ouvreur            | St Jean de Luz                             |
| 31   | Dufrêche                  | Ouvreur            | Mont de Marsan                             |
| 32   | Denis Lourtet             | Centre             | formé au club                              |
| 33   | Cyril Aregay              | Centre             |                                            |
| 34   | Jean-François Durritxague | Centre ou ailier   |                                            |
| 35   | Jean-Claude Arretche      | Centre             | ASSM au BTS depuis les juniors             |
| 36   | Frédéric Navarro          | Centre ou ailier   | formé au club                              |
| 37   | Eric Larrouy              | Ailier             | formé au club puis St Jean de Luz          |
| 38   | Loïc Lavigne              | Ailier             | formé au club                              |
| 39   | Didier Salaber            | Ailier             | formé au club puis Bayonne et le Lyon O.U. |
| 40   | Malcom Paul               | Ailier             |                                            |
| 41   | Serge Durquety            | Arrière            | formé au club                              |
| 42   | Cénitagoya                |                    |                                            |